# Исаак ха-Сангари
Исаа́к ха-Санга́ри — еврейский проповедник, который убедил хазар принять иудаизм. Упоминается в поздних еврейских источниках. Впервые у барселонского автора XIII века Моше бен Нахмана.